# Cur Hadasa
Cur Hadasa (hebrejsky צוּר הֲדַסָּה, doslova „Skála Hadasy“, v oficiálním přepisu do angličtiny Zur Hadassa, přepisováno též Tzur Hadassah) je obec typu společná osada (jišuv kehilati) v Izraeli, v Jeruzalémském distriktu, v Oblastní radě Mate Jehuda.

## Geografie
Leží v nadmořské výšce 747 metrů na zalesněných svazích Judských hor. Jižně od obce začíná vádí Nachal Sansan. Severozápadním směrem je to vádí Nachal Ktalav. Severně od obce terén prudce klesá do kaňonu vádí Nachal Refa'im. Okraj kaňonu lemují vyrazné kopce jako Har Refa'im, podobné vyvýšeniny se zvedají i na protější straně, například Reches Sorek. Jihozápadně od obce se zvedá vrch Har Kitron.
Obec se nachází 45 kilometrů od břehu Středozemního moře, cca 50 kilometrů jihovýchodně od centra Tel Avivu, cca 13 kilometrů jihozápadně od historického jádra Jeruzalému a 11 kilometrů východně od Bejt Šemeš. Cur Hadasa obývají Židé, přičemž osídlení v tomto regionu je etnicky převážně židovské. Obec je situována necelý kilometr od Zelené linie, která odděluje Izrael v jeho mezinárodně uznávaných hranicích od území Západního břehu Jordánu. Počátkem 21. století byly přilehlé arabské (palestinské) oblasti Západního břehu od Izraele odděleny pomocí bezpečnostní bariéry. Za Zelenou linií se v přilehlé části Západního břehu nachází i kompaktní blok židovských osad Guš Ecion včetně velkého města Bejtar Ilit.
Cur Hadasa je na dopravní síť napojen pomocí lokální silnice číslo 375. Nedalekým údolím Nachal Refa'im vede železniční trať Tel Aviv-Jeruzalém. Ta zde ale nemá stanici.

## Dějiny
Cur Hadasa byl založen v roce 1960. Novověké židovské osidlování tohoto regionu začalo po válce za nezávislost tedy po roce 1948, kdy Jeruzalémský koridor ovládla izraelská armáda a kdy došlo k vysídlení většiny zdejší arabské populace.
Osada byla zřízena roku 1960 jako středisková obec pro okolní zemědělské vesnice v Judských horách. Pojmenována je podle ženské sionistické organizace Hadasa. Vyrostla tu nejprve regionální základní škola. Zpočátku zůstávala nová osada kromě areálu školy prakticky bez osídlení. Až postupně se sem začali stěhovat trvalí obyvatelé. Rozvoj obce se zrychlil v 90. letech 20. století, kdy došlo k zbudování dvou nových rezidenčních čtvrtí. Obec výhledově hodlá dosáhnout počtu 20 000 obyvatel.

## Demografie
Podle údajů z roku 2009 tvořili naprostou většinu obyvatel v Cur Hadasa Židé - 5800 osob (včetně statistické kategorie "ostatní", která zahrnuje nearabské obyvatele židovského původu ale bez formální příslušnosti k židovskému náboženství, cca 6000 osob). Jde o menší obec městského rezidenčního typu s dlouhodobě prudce rostoucí populací. K 31. prosinci 2015 zde žilo 7400 lidí.
Podle údajů z roku 2014 se během jedné dekády očekával nárůst obyvatelstva na 20 000. V Cur Hadasa probíhá po roce 2000 masivní výstavba v nové čtvrti Har Kitron (podle stejnojmenného zdejšího vrchu Har Kitron) na západní straně obce. Plošná bytová výstavba započala i ve čtvrtích ha-Emek a Har Sansan (podle hory Har Sansan), které leží na východním a jihovýchodním okraji obce, na dotyku se Zelenou linií a palestinskou vesnicí Vádí Fukin. Část stávajícího obyvatelstva v Cur Hadasa vyjadřovala obavy z možné změny v složení populace, ve které dosud převažují sekulární Židé s menšinou náboženských sionistů. Podobnou expanzí navíc podle plánů má projít i sousední vesnice Mevo Bejtar.
| Rok            | 1961 | 1972 | 1983 | 1995 | 2001  | 2003  | 2004  | 2005  | 2006  | 2007  | 2008  | 2009  | 2010  | 2011  | 2012  | 2013  | 2014  | 2015  |
| -------------- | ---- | ---- | ---- | ---- | ----- | ----- | ----- | ----- | ----- | ----- | ----- | ----- | ----- | ----- | ----- | ----- | ----- | ----- |
| Počet obyvatel | 18   | 126  | 168  | 836  | 2 780 | 3 297 | 3 623 | 3 859 | 3 999 | 4 145 | 4 455 | 5 965 | 6 300 | 6 500 | 6 600 | 7 000 | 7 200 | 7 400 |